# Gangsta Pimpin'
Albums de Dru Down
Pimpin' Phernelia
(2001) Cash Me Out
(2006)
Gangsta Pimpin' est le cinquième album studio de Dru Down, sorti le 26 février 2002.

## Liste des titres
| No  | Titre                                                                            | Contient un (des) sample(s) de            | Durée |
| --- | -------------------------------------------------------------------------------- | ----------------------------------------- | ----- |
| 1.  | Earhustlers (Produit par Darren Vegas)                                           | La Lettre à Élise de Ludwig van Beethoven | 3:08  |
| 2.  | What 'Cha Speakin' On? (Produit par Keytek & C&H)                                |                                           | 4:05  |
| 3.  | No Stopping My Hustle (featuring Luniz et Space Hog – Produit par Kenny McCloud) |                                           | 4:38  |
| 4.  | Gangstafied (Produit par Barr 9 Productions)                                     | Gangstafied de Young Rome featuring Skeem | 5:10  |
| 5.  | Pimp of the Year 2'(000) (Produit par Keytek et Nemo)                            |                                           | 4:27  |
| 6.  | Jam On It (featuring Nitro – Produit par Keytek)                                 | Jam on It de Newcleus                     | 4:03  |
| 7.  | Mo Guns (featuring Luniz – Produit par Keytek & C&H)                             |                                           | 4:56  |
| 8.  | Outstanding (featuring Joose et Sylk E. Fine – Produit par Keytek & C&H)         | Outstanding du Gap Band                   | 3:56  |
| 9.  | Don't Shoot Pimpin' (featuring AMG et Suga Free – Produit par Keytek & C&H)      |                                           | 4:12  |
| 10. | Paper (featuring Da Productz – Produit par Keytek & C&H)                         |                                           | 3:50  |
| 11. | I Rock (Produit par Keytek & C&H)                                                |                                           | 3:49  |
| 12. | Give It Up (featuring Bosko – Produit par Bosko)                                 | Get It Up by The Time                     | 4:31  |
| 13. | Wit' It Wit' It (featuring Mellowdramatik – Produit par Keytek & C&H et Nemo)    |                                           | 4:09  |
| 14. | Giving Up Nuthin' (featuring Bad Azz et Kurupt – Produit par C&H)                |                                           | 3:22  |
| 15. | Bloodsucker (Produit par Pauly Paul)                                             |                                           | 3:30  |